# هيو لوبنر
هيو لوبنر (بالإنجليزية: Hugh Loebner)‏ (26 مارس 1942 - 4 ديسمبر 2016)، برز كراع لجائزة لوبنر، وهي تجسيد لاختبار تورينج. كان لوبنر مخترعًا أمريكيًا، يحمل ست براءات اختراع أمريكية. وكان أيضًا ناشطًا اجتماعيًا صريحًا في عدم تجريم البغاء.

## جائزة لوبنر
أسس لوبنر جائزة لوبنر في عام 1990. وتعهد بإعطاء 100,000 دولار وميدالية ذهبية صلبة لأول مبرمج قادر على كتابة برنامج حاسوبي يتمكن من خلال سلوكه التواصلي بخداع البشر بالاعتقاد في أن البرنامج في الحقيقة هو كائن بشري. تقام المسابقة سنويًا وتستضيفها منظمات مختلفة. في مجال الذكاء الاصطناعي، تعد جائزة لوبنر مثيرة للجدل إلى حد ما. وقد وصفها الناقد الأبرز، مارفن مينسكي، بأنها حيلة دعائية لا تساعد تطوير مجال الذكاء الاصطناعي.
كما أحب لوبنر أن يشير إلى أنه، على عكس الميدالية الذهبية الصلبة لجائزة لوبنر، فإن الميداليات الذهبية للألعاب الأولمبية ليست ذهبية صلبة، ولكنها مصنوعة من الفضة مغطاة بطبقة رقيقة من الذهب.
مفتونًا باختبار الن تيورنغ، والاعتقاد بانه قد يصمم برنامج لاجتياز اختبار تيورنغ، أدرك لوبنر أنه حتى لو نجح في تطوير برنامج يمكنه اجتياز اختبار تورينج، فلا يوجد مسابقة أو حدث لإثبات ذلك.
في رسالته المؤرخة في 30 ديسمبر 1988 إلى الدكتور روبرت إيبستين  ، أذن لوبنر للدكتور إيبستين للمضي قدمًا في المسابقة، وبالإشارة إلى اختبار تورينج، كتب لوبنر: «روبرت، في السنوات القادمة، قد يكون هناك جوائز أكثر ثراءً ومسابقات مرموقة، لكن يا شباب، ستكون هذه هي الأقدم دائمًا». بتأسيس جائزة لوبنر، قدم اختبار تورينج إلى جمهور أوسع، وحفز الاهتمام بهذا المجال. تبقى رغبة هيو لوبنر في تعزيز الذكاء الاصطناعي، وفي اختبار تورينج ليكون أداة لقياس اخر التطورات العلمية: «هناك نبل في هذا المسعى. إذا استطعنا نحن البشر أن ننجح في تطوير عقل اصطناعي فسيكون ذلك مقياسًا لنطاق فكرنا»(من: في الاستجابة ، 1994)  .

## بغاء
كان لوبنر منفتحًا تمامًا بشأن زياراته لاماكن البغاء.  في عام 1994، بعد حملة قام بها المسؤولون في مدينة نيويورك لاعتقال عملاء البغايا، كتب رسالة معارضة لصحيفة نيويورك تايمز ، وتم نشرها. في عام 1996، قام بكتابة بيان بعنوان (Magna Carta for Sex Work or Manifesto of Sexual Freedom)،  ندد فيه بتجريم الأفعال الجنسية بالتراضي، وطلب من جميع الأشخاص المتشابهين في التفكير الانضمام إلى احتجاج يوم 6/9/96 (عرض حول الوضع الجنسي 69). في المقابلات، قال إنه يعتقد بأنه كبير في السن بالنسبة للشابات الجذابات اللواتي يهتم بهن؛ حيث انهن لن يمارسن الجنس معه لولا المال. وقارن بين اضطهاد البغايا وعملائهم بالقمع الذي واجهه آلان تورينج بسبب سلوكه المثلي.

## الحياة الشخصية
حصل لوبنر على درجة الدكتوراه. في الديموغرافيا من جامعة ماساتشوستس امهيرست، امهيرست. كان مطلقًا، وعاش في مدينة نيويورك، وامتلك شركة كراون للصناعات، وهي شركة تصنيع دعامات التحكم في الحشود والتجهيزات النحاسية، وهي الراعي الرئيسي لجائزة لوبنر في الولايات المتحدة.

## الوفاة
في 4 ديسمبر 2016، أعلنت زوجة هيو السابقة، إيلين لوبنر، على تويتر أن هيو «مات بسلام أثناء نومه». كان عمره 74 سنة.

## روابط خارجية
- جائزة لوبنر